# Кухлевський Володимир Олександрович
Володимир Олександрович Кухлевський (нар. 5 січня 1959) — радянський, російський та український футболіст, півзахисник та нападник, по завершенні кар'єри — тренер.

## Кар'єра футболіста
Вихованець красноярського ДЮСШ, перший тренер — Ю. Урінович. Дорослу кар'єра Кухлевского рохпочалася в красноярському «Автомобілісті». Після цього він виступав за декілька радянських команд, у тому числі й ЦСКА та «Пахтакор». В армійському клубі нетривалий період часу виступав разом з футболістом збірної СРСР Олександром Тархановим.
У 1976-1979 роках виступав за юнацьку і молодіжну збірну СРСР. У 1977 в Бельгії на юнацькому чемпіонаті Європи зайняв 3-тє місце в складі збірної СРСР.
Після розпаду СРСР Кухлевський два сезони провів в Угорщині - виступав за команди «Кишкереш» та «Байя». Закінчував кар'єру гравця в українських, польських та російських колективах. Останній професіональний сезон провів за назаровську «Вікторію».

## Кар'єра тренера
Після закінчення футбольної кар'єри розпочав тренерську діяльність в рідному «Металурзі», 2000 року став головним тренером красноярців. У 2001 році Тарханов запросив його до штабу клубу російської Прем'єр-Ліги «Крила Рад». У Самарі з 2001 року по грудень 2010 працював в основній команді на посаді старшого тренера й тренера. У 2006 році провів два матчі як виконувач обов'язків головного тренера Гаджи Гаджиєва, який пропустив поєдинки за станом здоров'я. У 2009 році знову нетривалий термін виконував аналогічні функції після звільнення Леоніда Слуцького. З 2011 по травень 2014 року працював в молодіжній команді як тренер і головний тренер. Молодіжна команда «Крила Рад» під керівництвом Кухлевського вперше в своїй історії завоювала бронзу — третє місце.
5 травня 2014 року в відставку з поста головного тренера «Крил Рад» подав Олександр Циганков. Радою директорів клубу було прийнято рішення, що до кінця сезону (на два матчі) виконувати обов'язки головного тренера буде Володимир Кухлевський. Після закінчення сезону 2013/14 років Кухлевський залишився в команді тренером при новому головному тренерові — бельгійцеві Франку Веркаутерені. Має тренерську ліцензію категорії PRO.
У цілому безперервно пропрацював У тренерському штабі самарських «Крил Рад» майже 15 років з 2001 по 2015 рік.
З червня по грудень 2015 року очолював клуб «Лада-Тольятті», який виступає у другому дивізіоні.